# Équipe de Tunisie de football en 1981
L'équipe de Tunisie de football continue de connaître en 1981 une valse des entraîneurs, puisque Ameur Hizem, qui a réussi à qualifier l'équipe nationale en phase finale de la coupe d'Afrique des nations 1982, cède sa place à partir de septembre 1981 au Polonais Ryszard Kulesza.

## Matchs

### Rencontres internationales
| Date             | Stade                                | Adversaire          | Score | Comp | Buteurs tunisiens                          |
| 11 janvier 1981  | Stade olympique d'El Menzah, Tunisie | Qatar               | 4-0   | A    | R. Tounsi, M.S. Kefi, Baccaou, Gasri       |
| 4 février 1981   | Stade olympique d'El Menzah, Tunisie | Hongrie (B)         | 0-1   | A    |                                            |
| 5 mars 1981      | Manama, Bahreïn                      | Bahreïn             | 3-0   | A    | Lahzami 34e 38e, Kaabi 80e                 |
| 8 mars 1981      | Riyad, Arabie saoudite               | Arabie saoudite     | 2-1   | A    | R. Tounsi 33e, Dhiab 80e                   |
| 12 avril 1981    | Stade olympique d'El Menzah, Tunisie | Sénégal             | 1-0   | QCAN | Jebali                                     |
| 26 avril 1981    | Dakar, Sénégal                       | Sénégal             | 0-0   | QCAN |                                            |
| 2 septembre 1981 | Kénitra, Maroc                       | Maroc               | 2-2   | A    | Kaabi 55e, Fahem 87e                       |
| 24 octobre 1981  | Stade olympique d'El Menzah, Tunisie | Malte               | 0-1   | A    |                                            |
| 8 novembre 1981  | Stade olympique d'El Menzah, Tunisie | Cameroun            | 1-1   | A    | Hergal 69 pen.                             |
| 29 décembre 1981 | Al-Aïn, Émirats arabes unis          | Émirats arabes unis | 4-1   | A    | Hergal, Hsoumi, Ben Yahya, S. Ben Messaoud |

### Matchs de préparation
| Date             | Stade                                | Adversaire                             | Score | Comp | Buteurs tunisiens         |
| 1er avril 1981   | Stade olympique d'El Menzah, Tunisie | Middlesbrough ( Angleterre)            | 1-3   | A    | Dhiab                     |
| 30 mai 1981      | Stade olympique d'El Menzah, Tunisie | AS Monaco ( Monaco)                    | 2-1   | A    | H. Gasmi, Dhiab           |
| 20 novembre 1981 | Stade olympique d'El Menzah, Tunisie | Pakhtakor Tachkent ( Union soviétique) | 0-0   | A    |                           |
| 27 décembre 1981 | Al-Aïn, Émirats arabes unis          | Émirats arabes unis (espoirs)          | 2-1   | A    | Dhiab 20 pen., Hergal 90e |

## Sources
- Mohamed Kilani, « Équipe de Tunisie : les rencontres internationales », Guide-Foot 2010-2011, éd. Imprimerie des Champs-Élysées, Tunis, 2010
- Béchir et Abdessattar Latrech, 40 ans de foot en Tunisie, vol. 1, chapitres VII-IX, éd. Société graphique d'édition et de presse, Tunis, 1995, p. 99-176